# Småfruktig bäckgyalidea
Småfruktig bäckgyalidea (Gyalidea rivularis) är en lavart som först beskrevs av Eitner, och fick sitt nu gällande namn av Nowak & Tobol. Småfruktig bäckgyalidea ingår i släktet Gyalidea och familjen Gomphillaceae.  Arten är reproducerande i Sverige. Inga underarter finns listade i Catalogue of Life.